# 978

## Narození
- Elvíra Kastilská – leónská královna choť (přibližné datum) († 1017)
- Zoe – byzantská císařovna
- Izjaslav Vladimirovič, polocký kníže († 1001)
- Murasaki Šikibu, japonská básnířka a dvorní dáma (nebo 973)
- Jaroslav I. Moudrý, ruský velkokníže († 1054)

## Úmrtí
- 9. února – Luitgarda, normandská vévodkyně choť
- 18. března – zavražděn Eduard II. Mučedník, anglický král v letech 975–978 (* cca 962)
- 15. srpna – Li Jü, vládce Jižního Tchangu
- ? – Jaropolk I., kníže Kyjevské Rusi (* 955)
- ? – Ragnvald I., polocký kníže (přibližné datum)[1]

## Hlavy států
- České knížectví – Boleslav II.
- Papež – Benedikt VII.
- Svatá říše římská – Ota II.
- Anglické království – Eduard II. Mučedník – Ethelred II.
- Skotské království – Kenneth II.
- Polské knížectví – Měšek I.
- Západofranská říše – Lothar I.
- Magdeburské arcibiskupství – Adalbert (968–981)
- Uherské království – Gejza
- První bulharská říše – Roman I. Bulharský
- Byzanc – Basileios II. Bulharobijce